# Hey!!!
『Hey!!!』（ヘイ）は、FLOWのメジャー22枚目、通算26枚目のシングル。2011年8月31日にKi/oon Recordsから発売された。

## 概要
- 前作『1/3の純情な感情』から約5か月後のリリースで、初回生産限定盤と通常盤の2形態での発売。なお、通常盤にも初回仕様盤があり、そちらには「Hey!!! スペシャルステッカー」（ジャケット写真のステッカー）が封入されている。
- 表題曲は、アニメ『べるぜバブ』のオープニングテーマに起用され、「CALLING」以来となるアニメタイアップとなった。
- キャッチコピーは、『アニメベスト絶好調のFLOWから超強力なアニメ曲降臨！！！』

## 収録曲

### CD
1. Hey!!! [3:43]
作詞：Kohshi Asakawa、作曲：Takeshi Asakawa、編曲：FLOW & 篤志
読売テレビ・日本テレビ系アニメ『べるぜバブ』第3期オープニングテーマ[2]。
この曲は2011年3月11日に発生した東日本大震災から影響を受けて制作されたものであり[3]、人と人とのつながりや大切さを表した楽曲となっている[4]。
2. Metamorphose [3:38]
  - 作詞：Kohshi Asakawa、作曲：Takeshi Asakawa、編曲：FLOW & 篤志
3. COLORS -PIANO HOUSE Mix- [4:56]
  - 作詞：Kohshi Asakawa・Keigo Hayashi、作曲：Takeshi Asakawa、編曲：TAKE
4. Hey!!! -Beelzebub Opening Mix-
5. Hey!!! (Instrumental)

## 初回特典内容
- DVD

1. Hey!!!（Music Video）
2. Hey!!! MUSIC Video Off-Shot

- 「べるぜバブ」描き下ろしイラスト豪華見開きワイドキャップステッカー
- 爆笑!ベル坊×フロウ坊コラボステッカー
- 蠅王紋"ゼブルスペル"原寸大キラキラステッカー

## 楽曲の収録アルバム
- BLACK & WHITE (#1)
- FLOW ANIME BEST 極 (#1)
- FLOW THE BEST 〜アニメ縛り〜 (#1)